# 자재관리
자재관리(資材管理)는 생산에 필요한 여러 가지 자재를 합리적으로 관리하여 생산을 지원하는 일이다. 자재관리의 범위에 대해서는 여러 가지 견해가 있는데, 생산관리의 한 분야이면서 원자재, 노동, 설비의 세 가지의 생산 요소 중 으뜸가는 것과 관계되는 중요한 관리 영역이란 점에서는 견해가 거의 일치하고 있다. 대부분의 기업에서는 매상고의 적지 않은 부분을 재료비가 차지하고 있으며, 기업간의 경쟁으로 인한 자재 관리의 중요성이 인식되도록 이루어져 있다. 자재관리의 목표는 먼저 낮은 가격과 높은 재고 회전율, 낮은 구입비와 재고비, 지속적인 공급과 품질의 안정화 그리고 인건비의 절감과 좋은 대업자 관계, 요원의 양성과 기록의 완비까지도 포함한다. 또한, 그것의 적극적인 목표로는 신자재, 신제품의 개발, 제조 또는 외주에 관한 경제적 결정 방식의 확립, 표준화 제품의 개량, 상호의존적 조화 등을 포함한다.